# فامبير نايت
فامبير نايت (بالإنجليزية: Vampire Night)‏، هي لعبة فيديو يابانية من نوع تصويب منظور الشخص الأول، وهي من تطوير واو إنترتنمنت ونشر نامكو، عرضت اللعبة لجهاز منصة الأركيد سنة 2000، وتعمل لمنصة بلاي ستيشن 2.